# Getaway (The Clean)
Getaway è il quarto album discografico del gruppo musicale The Clean pubblicato nel 2001 in Nuova Zelanda dalla Flying Nun Records, negli USA dalla Merge Records e in Europa dalla Matador Records.

## Track list
1. Stars – 5:22
2. Jala – 5:18
3. Crazy – 2:43
4. Golden Crown – 1:39
5. Cell Block No. 5 – 1:26
6. E Motel – 2:34
7. Twilight Agency – 2:51
8. Poor Boy – 2:42
9. Silence or Something Else – 2:47
10. Alpine Madness – 1:39
11. Circle Canyon – 4:45
12. AHO – 6:14
13. Holdin' On – 2:42
14. Reprise 1, 2, 3, & 4 – 6:41
15. Complications – 1:59